# Cathédrale de la Résurrection
Cathédrale de la Résurrection är en katedral i Évry, Essonne, helgad åt Jesu uppståndelse. Katedralen ritades av Mario Botta  och uppfördes mellan 1992 och 1995.